# Anakreonteus
Der Anakreonteus (lateinisch anacreonteus) ist ein nach dem Lyriker Anakreon benanntes achtgliedriges Versmaß in der antiken griechischen Verslehre mit dem Schema
◡◡—◡—◡——
Er geht durch Anaklasis des vierten und fünften Gliedes aus dem ionischen Dimeter (io2mi)
◡◡——ˌ◡◡——
hervor. 
Sicking widerspricht allerdings dieser Auffassung und geht von einer eigenständigen Entwicklung Anakreons aus.
Belege finden sich bei Anakreon und in lyrischen Passagen der attischen Tragödie.